# 존잘주의
《존잘주의》는 토요일마다 령 작가가 네이버 웹툰에서 연재하는 웹툰이다.

## 등장 인물
- 진다미

여주인공. 원래는 뚱뚱하고 화재로 화상을 입었으나, '존잘주의' 게임을 접하게 되며 날씬해지고 흉터가 사라지게 되었다.
- 지은성

첫 번째 남주인공. 지성그룹 회장의 아들이며, 진다미와 진예고등학교에 재학중이다.
- 연하늘

두 번째 남주인공. 보이그룹 블랙보이즈의 멤버이며, 진다미와 올림픽 콘서트 때 처음 만났다. 진다미를 좋아하는 것은 로즈와의 내기로 인한 것이었지만, 어느샌가부터 진다미를 좋아하게 되었다.
- 배우진

세 번째 남주인공. 국민 배우이다.
- 은백호

네 번째 남주인공.
다미가 게임을 시작하기 전부터 알고지내던 사이다.
다미가 게임을 시작하기 전 다미라는 걸 눈치챘으나 
수선화에게 복부를 찔려 사망한다.
- 수선화(세실)

최종빌런.
다미집 방화범이며 존의 옛 부인이었다.
- 릴리

진다미의 요정이다.
- 존

'존잘주의' 게임을 운영하는 자이다.
실실적 5번째 남주인공이며 다미가 진심으로 좋아하는 악마이다.
예전에 선화에게 죽임을 당했었다.